# Internetzelfmoord
Een internetzelfmoord is een zelfmoord uitgezonden via het internet of als resultaat van een zelfmoordpact gemaakt via het internet.

## Individuele internetzelfmoord
Door de alomtegenwoordigheid van het internet heeft het een sterke band met zelfmoord. Een onderzoek uit 2009 toonde aan dat individuen met een groot risico op zelfmoorden die online komen voor zelfmoordgerelateerde doeleinden, meer symptomen van zelfmoordneigingen toonden, minder snel hulp zochten en minder hulp ontvingen dan online gebruikers die dit niet deden. Juridische obstakels zorgen er ook voor dat veel overheden niet op een effectieve manier pro-zelfmoord sites en sites die zelfmoordmethodes toelichten, kunnen aanpakken. De medische wereld waarschuwt ervoor dat zelfmoordmethodes die men kan vinden op het internet potentieel veel dodelijker zijn dan methodes die mensen anders zouden overwegen. De politie in het Verenigd Koninkrijk uitte in 2008 dat ze zich bezorgd maakte dat internetcultussen en de behoefte om prestige te bereiken via online memorials zelfmoorden zelf gaan aanmoedigen.

## Internetzelfmoordpact
Alhoewel het grootste deel van deze internetgerelateerde zelfmoordpacten hebben plaatsgevonden in Japan, komen gelijkaardige feiten ook voor in andere landen zoals Duitsland, België, Nederland, Zuid-Korea, China, Australië, Noorwegen, Canada, de Verenigde Staten, Zweden en het Verenigd Koninkrijk.
Het eerste geweten internetgerelateerde zelfmoordpact deed zich voor in Japan in oktober 2000, met later nog een incident in februari 2003, dat een mijlpaal werd voor de zelfmoordpacten in Japan door de enorme media-aandacht.
Ondanks de hevige media-aandacht, zijn internetgerelateerde zelfmoorden toch vrij zeldzaam. Een bekend voorbeeld bij deze zelfmoorden is die van Hiroshi Maeue, die op 28 maart 2007, veroordeeld werd tot de doodstraf door ophanging, na het vermoedelijke vermoorden van drie deelnemers van een zelfmoordpact.
Een artikel gepubliceerd in het British Medical Journal in december 2004, door dr. Sundararajan Rajagopal, waarschuwt, vanuit een psychiatrisch perspectief, voor dit nieuwe fenomeen van deze cyberzelfmoordpacten. Dr. Rajagopal vermeld dat "De recente zelfmoordpacten in Japan geïsoleerde fenomenen kunnen zijn in een land dat vooraf al aangetoond heeft het hoogste aantal zelfmoordpacten te hebben. Anderzijds kunnen ze ook een voorbode zijn van het vaker voorkomen van deze nieuwe, gevaarlijke trend, met meer soortgelijke incidenten tussen vreemden die elkaar ontmoeten op het internet. Als dit laatste het geval is, dan gaat de epidemiologie van de zelfmoordpacten wellicht veranderen, waarbij meer jonge mensen die op zichzelf leven en die zelfmoord zouden gepleegd hebben, dit nu samen kunnen doen met gelijkgezinde personen.

## Vergeleken met traditionele zelfmoordpact
Een artikel gepubliceerd door het Canterbury Suicide Project maakt enkele bijzondere vergelijkingen tussen de "traditionele" zelfmoordpacten en de recentere internetgerelateerde zelfmoordpacten. Uit het artikel blijkt dat de traditionele zelfmoordpacten enorm zeldzaam zijn en gewoonlijk aanspreekt tot oudere individuen (50 tot 60 jaar oud) en veel minder voorkomt bij adolescenten. Ook komen ze gewoonlijk voor tussen individuen met een familiaire band en gelijksoortige psychiatrische pathologieën.
De internetgerelateerde zelfmoordpacten zijn anderzijds vrijwel het tegenovergestelde. Het gaat meer om jongere mensen die meestal vreemden voor elkaar zijn of toch een platonische vriendschap delen, waarbij een opvallende gelijkenis een klinische depressie zou zijn.